# Padre Zé Linhares
José Linhares Ponte (Sobral, 21 de outubro de 1930 – Fortaleza, 8 de janeiro de 2025), conhecido como Padre Zé Linhares, foi um sacerdote, filósofo, professor, psicólogo, pedagogo, administrador, escritor e político brasileiro com atuação no estado do Ceará, pelo qual foi deputado federal.

## Dados pessoais
Filho de Francisco Jacinto Ferreira da Ponte e Maria Linhares Ponte, entrou para o sacerdócio como padre da Igreja Católica. Sua educação foi bastante ampla contemplando diversos cursos nacionais e internacionais nas áreas de filosofia, teologia, psicologia e línguas. Dentre os cursos realizados, se destacam o de Filosofia Plena (Universidade Federal do Piauí, Teresina, 1950-1951), de Teologia (Seminário Arquidiocesano do Ceará, 1952-1955), de Letras Neolatinas, (Faculdade de Filosofia Dom José, Sobral, 1958-1961), de Psicologia Profunda e Psicoterapia (Universidade de Munique, Alemanha, 1964-1967), de Língua Alemã (Universidade de Munique, Alemanha, 1964-1965), de Parapsicologia e Religião na Faculdade de Educação de Guaratinguetá, (1974), de Catequese e Homilia  (Instituto Catequético de Munique, Alemanha), de Escritura Sagrada: Antigo e Novo Testamento (Instituto Catequético de Munique, Alemanha), de Pedagogia (Instituto Catequético de Paris, França), de Testes Psicológicos de Rorschach (Universidade de Berna, Suíça), de Teologia Pastoral (Universidade Estadual Vale do Acaraú, Sobral) e de Inglês (King's School, Inglaterra, 1984).
Em pouco tempo, já lecionava no Seminário São José de Sobral, CE (1956), tendo sido Assistente Eclesiástico na Diocese de Sobral (1957), Reitor do Seminário São José de Sobral (1961), Diretor da Obra das Vocações Sacerdotais (1959). Nos anos 1960, foi Diretor da Rádio Educadora do Nordeste de Sobral (1963) e passou a ser Professor de Ciências Religiosas e de Psicologia em 1964. Posteriormente, foi Vice-Diretor da Faculdade de Filosofia Dom José de Sobral (1973) e Diretor do Colégio Sobralense. Chegou a ser Provedor e Administrador da Santa Casa de Misericórdia de Sobral (1974 - 2003) e Professor da Pastoral Hospitalar na Faculdade de Enfermagem e Obstetrícia da Universidade Vale do Acaraú (1976).
Em 1986, foi Presidente da Federação das Misericórdias e Entidades Filantrópicas do Maranhão, Piauí, Ceará e Rio Grande do Norte. Também chegou a ser Vice-Presidente (1987) e Presidente (1995) da Confederação das Misericórdias do Brasil (São Paulo). Foi Presidente do IDT de Sobral em 1988 e Presidente da Confederação Internacional das Misericórdias. Foi Presidente da Confederação das Misericórdias do Brasil em 1993 e 2005.
Além disso, também foi Presidente do Rotary Club de Sobral (1972), Membro da Academia Sobralense de Estudos e Letras desde 1976; Sócio Fundador da Academia de Cultura de Curitiba (1992); Presidente da Confederação das Misericórdias do Brasil na implantação do Seguro de Saúde das Santas Casas - Vital Saúde (1997); e Presidente da Confederação Internacional das Misericórdias (2004-2009).

## Atuação política
Em 1988, foi candidato a prefeito de Sobral, tendo Cid Gomes como vice. Porém, a chapa foi derrotada.
Em 1990, foi eleito o deputado federal mais votado do estado do Ceará pelo PSDB, com a coligação "Geração Ceará Melhor" que lançou a chapa Ciro Gomes e Lúcio Alcântara para, respectivamente, governador e vice-governador, e Beni Veras para senador, conseguindo vitória absoluta.
Em 1992, deixou o grupo tucano e se filiou ao PST, mas em 1993 voltou a procurar um novo partido e se filiou ao PP (que viria a se tornar PPB e depois PP novamente). Conseguiu ser reeleito deputado federal nas eleições de 1994, 1998, 2002, 2006 e 2010.
Em 2014, Padre Linhares foi escolhido pelo grupo do governador Cid Gomes para ser o primeiro suplente na chapa do candidato a senador Mauro Filho. Porém, a chapa foi derrotada para a candidatura de Tasso Jereissati.
Em 2015, ao se despedir do mandato de deputado federal, foi nomeado pelo governador Camilo Santana para exercer a função de Presidente do Conselho Estadual de Educação do Ceará, cargo que ocupou até 2019.
Em 2017, Padre Linhares foi indicado para ser o Presidente de Honra do Partido Progressista no Ceará.

## Morte
Padre Zé Linhares faleceu no dia 08 de janeiro de 2025, aos 94 anos, em Fortaleza. Ele se recuperava de uma queda e estava internado na UTI.

## Obras
- Psicanálise aplicada à pedagogia. Sobral: UEVA, 1970[1]
- Introdução à psicologia evolutiva. Sobral: UEVA, 1972[1]